# Doradite à ailes pointues
Pseudocolopteryx acutipennis
Espèce
Statut de conservation UICN

 LC  : Préoccupation mineure
Le Doradite à ailes pointues (Pseudocolopteryx acutipennis) est une espèce de passereau placée dans la famille des Tyrannidae.

## Répartition
Cet oiseau vit en Argentine, en Bolivie, en Colombie, en Équateur, au Paraguay et au Pérou.

## Habitat
Il habite les zones de broussailles humides et de marais des zones tropicales et subtropicales.